# 嵯耶
嵯耶（889年-897年）是大封民隆舜的年号，共计9年。

## 年號及改元出處
- 胡蔚《增訂南詔野史》：「隆舜，唐僖宗丁酉乾符四年即位，年十七歲。明年，改元貞明，又改元嵯耶、承智、大同，改國號曰大封民國。……昭宗己巳乾寧四年，隆舜多內嬖，常信讒以誅其下，淫虐日甚。竪臣楊登弒之于東京，在位二十年，子舜化貞立。」
- 王崧《雲南備徵志》：「隆舜之立，以僖宗乾符四年。……後內嬖失道，為竪臣楊登所殺，偽謚宣武，子舜化真嗣。改元二：貞明、嵯耶。」
- 諸葛元聲《滇史》：「蒙氏十二世隆舜，一名法堯，唐僖宗乾符四年丁酉歲立，改國號大封民國，改元貞明、承智、大同，自號大封人。……唐昭宗大順元年庚戌，隆舜改元嵯耶。……昭宗乾寧四年丁巳，隆舜因內嬖失道，為竪臣楊登弒于東京，歸茾大封民國，偽謚宣武皇帝。子舜化真嗣。」
- 楊慎《滇載記》：「隆舜之立，以僖宗乾符四年。……後內嬖失道，為豎臣楊登所弒。偽謚宣武，子舜化真嗣。改元二：貞明、嵯耶。」
- 鍾淵映《歷代建元考》：「宣武帝隆舜，一名法，世隆子，以唐僖宗乾符四年丁酉嗣立，為竪臣楊登所弒。改元二：貞明承智大同見《通鑑》，《滇載記》但曰貞明。　嵯耶」
- 李兆洛《歷代紀元編》：「降舜世隆子。　真明一作貞明承智大同。　乾符四年改國號曰大封民國。　嵯耶」
- 王崧《道光雲南志鈔》：「（世隆）子隆舜立，一名法，改國號鶴拓，亦號大封民，僭改元貞明。……昭宗乾寧四年，隆舜以淫虐無道，為其竪臣楊登所弒，子舜化真立，隆舜偽謚聖明文武皇帝，《南詔野史》作宣武皇帝。改元四：曰貞明、曰承智、曰大同、曰嵯耶。」
- 《中興圖傳》：嵯耶九年丁巳歲，聖駕淋盆，乃有石門邑主羅和李忙求奏……。

## 纪年
| 嵯耶 | 元年  | 二年  | 三年  | 四年  | 五年  | 六年  | 七年  | 八年  | 九年  |
| ---- | ----- | ----- | ----- | ----- | ----- | ----- | ----- | ----- | ----- |
| 公元 | 889年 | 890年 | 891年 | 892年 | 893年 | 894年 | 895年 | 896年 | 897年 |
| 干支 | 己酉  | 庚戌  | 辛亥  | 壬子  | 癸丑  | 甲寅  | 乙卯  | 丙辰  | 丁巳  |

## 同期存在的其他政权年号
- 中國
  - 龍紀（889年）：唐朝——唐昭宗之年號
  - 大順（890年—891年）：唐朝——唐昭宗之年號
  - 景福（892年—893年）：唐朝——唐昭宗之年號
  - 乾寧（894年—898年）：唐朝——唐昭宗之年號
  - 順天（895年—896年）：晚唐時期——領袖董昌之年號
- 日本
  - 仁和（885年—889年）：平安時代——光孝天皇和宇多天皇之年号
  - 寬平（889年—898年）：平安時代——宇多天皇和醍醐天皇之年号